# Локтевка (посёлок)
Локтевка — упразднённый поселок в Змеиногорском районе Алтайского края. Входил в состав Никольского сельсовета. Исключен из учётных данных в 1981 году.

## География
Располагался в истоке реки Локтевка (приток реки Пещериха), в 6 км к югу от посёлка Варшава.

## История
Основан в 1923 г. В 1928 г. посёлок Локтевский состоял из 22 хозяйств. В административном отношении входил в состав Таловского сельсовета Курьинского района Рубцовского округа Сибирского края.
Решением Алтайского краевого исполнительного комитета от 28.05.1981 года № 194/3 посёлок исключен из учётных данных.

## Население
В 1926 г. в посёлке проживало 121 человек (56 мужчин и 65 женщин), основное население — украинцы.